# Анастасия Кисе
Анастасия Антоновна Киссе е българска и украинска художествена гимнастичка.

## Биография
Родена е на 27 юли 1995 г. в Одеса. Баща ѝ професор Антон Иванович Кисе е известен политик и общественик в Украйна – депутат, председател на Асоциацията на българите в Украйна, борец за запазване на българското самосъзнание на българите, родени в територии, които след международни договори остават извън пределите на страната.

## Художествена гимнастика
Настя започва да тренира в Украйна, след няколко години се премества в България, има двойно гражданство.
Отначало тренира в Търговище при Мариана Василева, има голям успех, влиза в младежкия състав на националния отбор на България и печели медали на международни турнири. Анастасия се развива бързо и се превръща в една от най-талантливите млади състезателки в света, с обещаващо бъдеще, печели бронзов медал от младежката олимпиада.
След отпътуването на Мариана за Азербайджан Анастасия тренира в клуб „Левски“, а последните години –, в Център за художествена гимнастика в Новогорск, заедно с руския национален отбор. Треньорката ѝ в Новогорск е Марина Говорова.
Получава няколко тежки травми. Последната на гърба не ѝ позволява повече да тренира. Така се налага да прекрати своята обещаваща спортна кариера. Младата българка приема изключително трудно новината и на помощ идват психолози и лекари от много държави, както и нейното семейство.

## След спорта
Амбициите на Настя обаче не спират и тя е студентка, следва право в Университета за национално и световно стопанство в София. Говори руски и английски език. Живее и учи в България, работи в Президентството.
Голяма част от годината прекарва в Русия и Украйна при своите роднини и приятели, но страстта ѝ към гимнастиката още не е изчезнала и често придружава на състезания свои приятелки от отборите на България, Украйна и най-вече шампионката Яна Кудрявцева от Русия.